# Fundación Mies van der Rohe
La Fundación Mies van der Rohe es una entidad pública sin ánimo de lucro, surgida con el propósito de reconstruir el Pabellón alemán que el arquitecto Ludwig Mies van der Rohe realizó para la Exposición Internacional de Barcelona (1929). 
Durante la Exposición en este espacio tuvo lugar el encuentro de las autoridades alemanas con el rey Alfonso XIII de España. En 1959 el arquitecto Oriol Bohigas solicitó al autor autorización para reconstruir el  Pabellón y en 1983 se iniciáron los trabajos con el equipo de arquitectos Ignasi de Solà-Morales, Cristian Cirici, Fernando Ramos, y con la colaboración de Arthur Drexler y  el archivo Mies van der Rohe del  MoMA. El edificio se inauguró en 1986. 

## Actividades
Además de asegurar la preservación de una de las obras pioneras de arquitectura moderna, la Fundación Mies van der Rohe tiene como objetivos profundizar el debate sobre la  arquitectura y el urbanismo moderno y contemporáneo, crear un archivo documental sobre Ludwig Mies van der Rohe y promover el estudio sobre el artista.

## Premio de Arquitectura Contemporánea de la Unión Europea - Premio Mies van der Rohe
Destaca la organización del  Premio de Arquitectura Contemporánea de la Unión Europea - Premio Mies van der Rohe cuyo objetivo es potenciar y reconocer la calidad de la arquitectura de reciente producción en Europa. La Fundación Mies van der Rohe produce una exposición itinerante con los resultados de cada edición del  Premio y un catálogo.
Otra de las líneas de programación de la Fundación se centra en el análisis y estudio de las Ciudades Mediterráneas mediante la colaboración con  instituciones,  universidades de la cuenca mediterránea. 
En 2009 la Fundación ha reiniciado la colaboración con la Universidad Politécnica de Cataluña a través de los cursos de la cátedra  Mies van der Rohe sobre vivienda y ciudades mediterráneas.

## Docomomo
Desde 2010 la Fundación Mies van der Rohe es la sede de Docomomo Internacional, organización internacional dedicada a la documentación y conservación de edificios del Movimiento Moderno.

## Consejo de Administración
El Consejo de Administración de la Fundación está integrado por:
- Ayuntamiento de Barcelona
- Ministerio de Fomento
- Departamento de Territorio y Sostenibilidad de la Generalidad de Cataluña
- Consorcio de la Zona Franca de Barcelona
- Colegio de Arquitectos de Cataluña
- Fira Barcelona
- Escuela Técnica Superior de Arquitectura de Barcelona
- Museo de Arte Moderno de Nueva York
- Stiftung Preussischer Kulturbesitz de Berlín